# Машина Атвуда

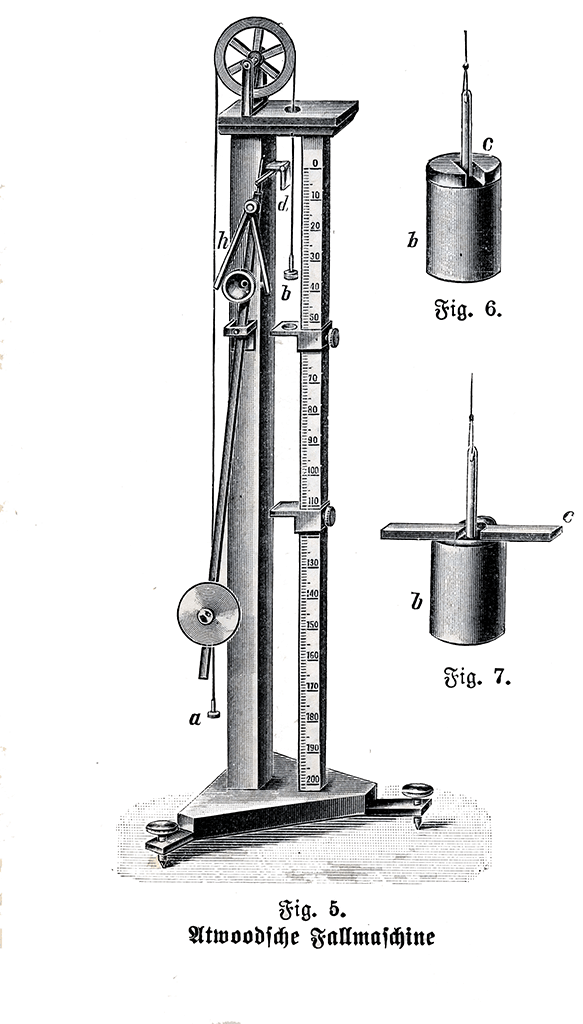
Зображення машини Атвуда, 1905.

Маши́на А́твуда — прилад для проведення лабораторних експериментів для перевірки механічних законів руху з незмінним прискоренням. Названа на честь винахідника Джорджа Атвуда.
Ідеальна машина Атвуда складається з двох об'єктів мас m1 і m2, пов'язаних нерозтяжною, невагомою ниттю, перекинутою через ідеальний невагомий блок.
Коли m1 = m2, машина перебуває в байдужій рівновазі незалежно від положення вантажів.
Коли m1 ≠ m2, обидві маси зазнають прискорення.

## Вираз для сталого прискорення

Діаграми вільних тіл для двох вислих мас машини Атвуда. Наша домовленість про знаки, виражена через вектори прискорення, така, що m_{1} прискорюється додолу, а m_{2} — догори, як було б у випадку, коли m_{1} > m_{2}

Ми можемо отримати рівняння для прискорення через використання аналізу сил.
Якщо ми розглядаємо невагому, нерозтяжну нить і ідеальний невагомий блок, то сили, які ми повинні врахувати: сила розтягу (T) і вага обох мас (W1 і W2). Для обчислення прискорення нам треба розглянути сили, що впливають на кожен вантаж індивідуально.
Використовуючи другий закон Ньютона (за умови {\displaystyle m_{1}>m_{2}}), ми можемо вивести систему рівнянь для прискорення (a).
Ми прийняли, що для {\displaystyle m_{1}} a додатне, коли спрямоване додолу, а для {\displaystyle m_{2}} — коли догори. Ваги {\displaystyle m_{1}} і {\displaystyle m_{2}} це просто {\displaystyle W_{1}=m_{1}g} і {\displaystyle W_{2}=m_{2}g} відповідно.
Сили, що впливають на m1:
{\displaystyle \;m_{1}g-T=m_{1}a}
Сили, що впливають на m2: 
{\displaystyle \;T-m_{2}g=m_{2}a}
Додаючи два попередні рівняння, отримуємо
{\displaystyle \;m_{1}g-m_{2}g=m_{1}a+m_{2}a},
і наша заключна формула для прискорення
{\displaystyle a=g{m_{1}-m_{2} \over m_{1}+m_{2}}}
Також прискорення, спричинене гравітацією, можна знайти, вимірявши час руху вагів і обчисливши значення для постійного прискорення a: {\displaystyle d={1 \over 2}at^{2}}.
Машину Атвуда іноді використовують для ілюстрації методу Лагранжа отримання рівняння руху.

## Рівняння для розтягу

Математична модель хитної машини Атвуда

Може бути корисним знати рівняння для ниті. Для обчислення розтягу ми підставляємо рівняння для прискорення в одне з двох силових рівнянь.
{\displaystyle a=g{m_{1}-m_{2} \over m_{1}+m_{2}}}
Наприклад, підставляючи в {\displaystyle m_{1}a=m_{1}g-T}, ми отримуємо
{\displaystyle T={2gm_{1}m_{2} \over m_{1}+m_{2}}}

## Рівняння для блока з інерцією і тертям
Для дуже малих різниць між m1 і m2, обертовою інерцією I блока радіуса r не можна знехтувати. Кутове прискорення блока за умови, що нить не проковзує по блоку, таке:
{\displaystyle \alpha ={a \over r},}
де {\displaystyle \alpha } — це кутове прискорення. Тоді сумарний крутильний момент:
{\displaystyle \tau _{net}=\left(T_{1}-T_{2}\right)r-\tau _{friction}=I\alpha }
Комбінуючи з другим законом Ньютона для вислих мас і розв'язуючи для T1, T2 і a, маємо:
Прискорення:
{\displaystyle a={{g(m_{1}-m_{2})-{\tau _{friction} \over r}} \over {m_{1}+m_{2}+{{I} \over {r^{2}}}}}}
Розтяг у сегмент ниті поблизу m1:
{\displaystyle T_{1}={{m_{1}g(2m_{2}+{{I} \over {r^{2}}}+{{\tau _{friction}} \over {rg}})} \over {m_{1}+m_{2}+{{I} \over {r^{2}}}}}}
Розтяг у сегмент ниті поблизу m2:
{\displaystyle T_{2}={{m_{2}g(2m_{1}+{{I} \over {r^{2}}}+{{\tau _{friction}} \over {rg}})} \over {m_{1}+m_{2}+{{I} \over {r^{2}}}}}}
Якщо тертя вальниці дуже мале (але не інерція блока), ці рівняння спрощуються до такого вигляду:

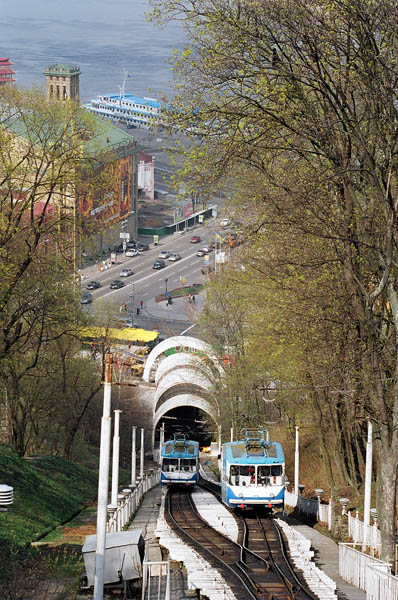
Вагончики Київського фунікулера

Прискорення:
{\displaystyle a={{g(m_{1}-m_{2})} \over {m_{1}+m_{2}+{{I} \over {r^{2}}}}}}
Розтяг у сегмент ниті поблизу m1:
{\displaystyle T_{1}={{m_{1}g(2m_{2}+{{I} \over {r^{2}}})} \over {m_{1}+m_{2}+{{I} \over {r^{2}}}}}}
Розтяг у сегмент ниті поблизу m2:
{\displaystyle T_{2}={{m_{2}g(2m_{1}+{{I} \over {r^{2}}})} \over {m_{1}+m_{2}+{{I} \over {r^{2}}}}}}

### Практичне застосування
Ліфти використовують противагу, нагадуючи машину Атвуда, і таким чином звільняють тяговий мотор від навантаження необхідного для підтримки кабіни ліфта, тож мотору потрібно подолати лише різницю у вазі та інерцію двох мас. Цей самий принцип перейняли у фунікулерах, де використовують два вагони на похилих коліях.